# ريجنالد جيمس
ريجنالد جيمس (بالإنجليزية: Reginald James)‏ هو سياسي أسترالي، ولد في 1 يونيو 1893، وتوفي في 27 سبتمبر 1944. انتخب عضو الجمعية التشريعية فيكتوريا.